# District de Định Quán
Định Quán est un district rural de la province de Đồng Nai dans la région du Sud-Est du Viêt Nam. 

## Présentation
Le district couvre une superficie de 967 km². La capitale du district est Định Quán.
Le district est traversé par la Route nationale 20 .